# مقاتل الطالبيين
مقاتل الطالبيين، أو مقاتل آل أبي طالب، هو كتاب ألفه علي بن الحسين بن محمد، المعروف بـأبو الفرج الأصفهاني (المتوفى سنة 356 هـ). 
يُعد هذا الكتاب من أهم المصادر التاريخية التي تناولت سِيَر ومصارع آل أبي طالب، وقد أورد فيه المؤلف أخبار ما يقارب 500 شهيد من أبناء جعفر بن أبي طالب، وعلي بن أبي طالب، وعقيل بن أبي طالب، ممن قضوا نحبهم في سبيل الدفاع عن المظلومين أو في الثورات ضد الدولة الأموية والدولة العباسية، لاسيما ثورة الحسين بن علي ضد يزيد بن معاوية.

## موضوع الكتاب
يتطرق الكتاب إلى أخبار القتلى من آل أبي طالب، أي أبناء جعفر وعقيل والإمام علي
، ويركز على من قُتل لأسباب سياسية أو دينية تتعلق بمقاومة الظلم.

## المؤلف
أبو الفرج الأصفهاني (284 هـ – 356 هـ)، هو راوي وشاعر ومؤرخ وأديب عربي من أصل أموي، نُسب إلى مروان بن الحكم، واشتهر بتصنيف كتابين شهيرين هما: كتاب الأغاني، ومقاتل الطالبيين. وُلد في أصفهان، ويُرجح انتماؤه إلى الزيدية.

## هدف الكتاب
يهدف الأصفهاني إلى تقديم سِيَر مختصرة عن ذرية أبو طالب ممن قضوا نحبهم لأسباب سياسية، أو في ثورات تهدف لتحقيق العدالة. ويُلاحظ من مقدمة الكتاب أن الأصفهاني ركز على أئمة الزيدية، مما يُرجّح أن الكتاب يحمل دفاعاً ضمنياً عن هذا المذهب.

## أسلوب التأليف
اعتمد الأصفهاني على الأسلوب الروائي في تأليف الكتاب، دون ذكر جميع الأسانيد اختصاراً، وألفه سنة 313 هـ.

## محتوى الكتاب
يتضمن الكتاب أخباراً عن 500 شخصية من آل أبي طالب، بدأ بـجعفر بن أبي طالب في عهد النبي محمد ﷺ، مروراً بعصر بني أمية وبني العباس، مع تحديد أسماء الخلفاء المعاصرين لكل شخصية.

كما أفرد المؤلف مساحة كبيرة للحديث عن الحسين بن علي
، وسبي نسائه، ورثاء شهداء واقعة كربلاء، مع ذكر الأشعار التي قيلت فيهم، وبعضها يتجاوز المائة بيت.